# John Blenkinsop

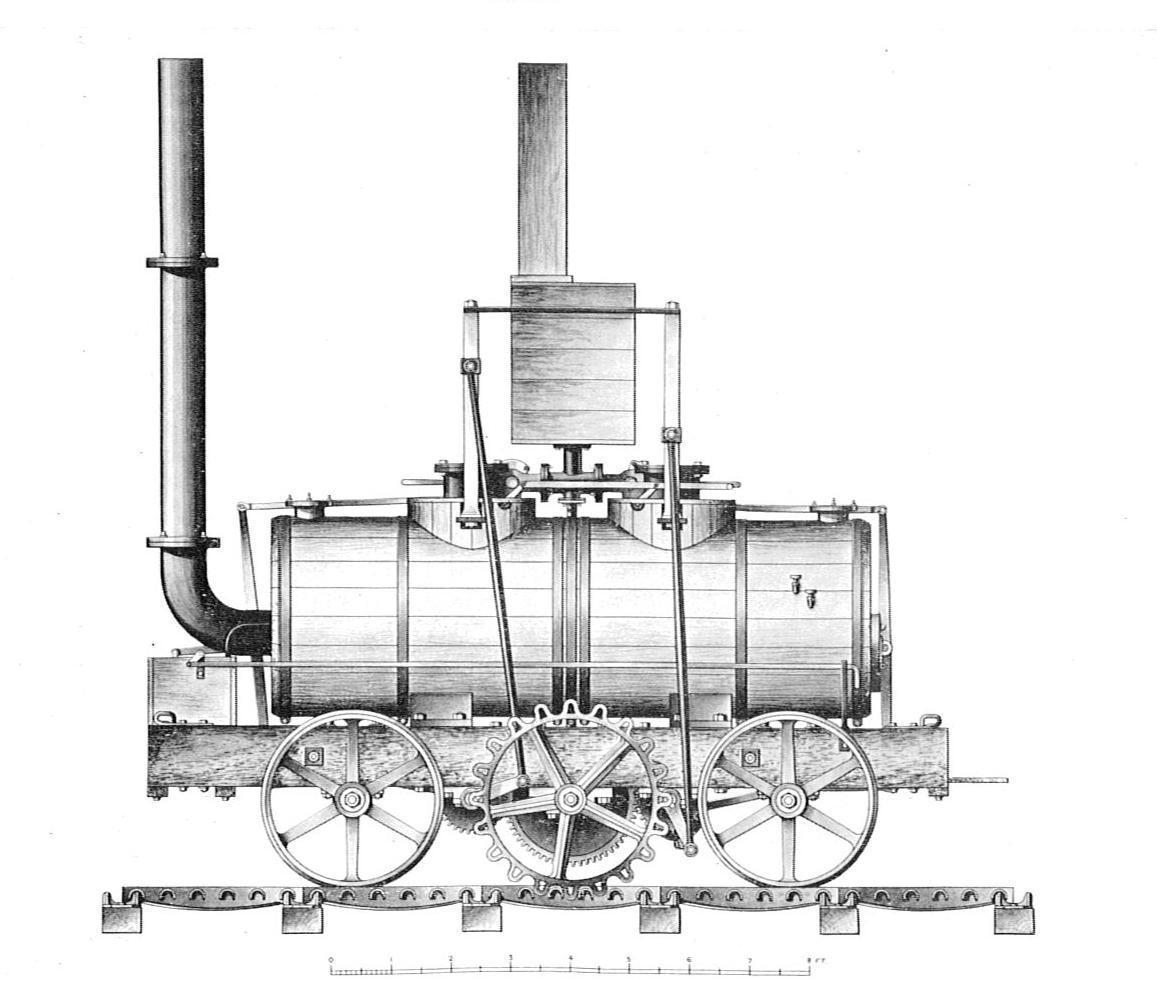
Blenkinsopova lokomotiva

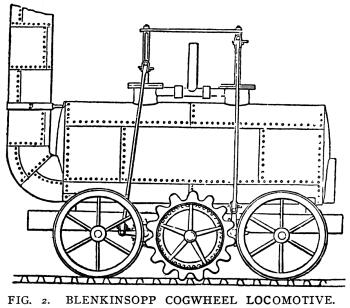
Blenkinsopova lokomotiva (schéma)

John Blenkinsop (1783 Felling, Hrabství Durham – 22. ledna 1831 Leeds) byl anglický důlní inženýr a vynálezce v oboru parních lokomotiv.

## Historie
Blenkinsop byl ředitelem uhelných dolů u Leedsu, které v době napoleonských válek trápil nedostatek koní pro dopravu uhlí. Rozhodl se tedy vyzkoušet parní lokomotivu a protože věděl, že tehdejší litinové kolejnice pod těžkými stoji praskají, zkonstruoval velmi lehký stroj, který by ovšem trpěl malou adhezí. Proto se rozhodl pro přenos síly ozubeným kolem na ozubený hřeben vedle kolejnice. Ozubené kolo sloužilo i pro převedení přímého pohybu pístu prostřednictvím táhla a západky na otáčivý pohyb tohoto kola.
V roce 1811 si dal patentovat ozubnicovou lokomotivu a objednal výrobu čtyř lokomotiv, které se jmenovaly Prince Regent, Salamanca, Lord Wellington a Marquis Wellington. V červnu 1812 uvedl železnici do provozu s takovým úspěchem, že byla v provozu až do roku 1834. Blenkinsopovy lokomotivy nevážily ani 5 tun a přesto utáhly rychlostí 6-7 km/hod až 38 uhelných vozíků o celkové váze asi 140 tun. Nahradily přes 50 koní a 200 lidí a byly to první obchodně úspěšné parní lokomotivy.
Náhrobek Johna Blenkinsopa se nachází u kostela Svaté Trojice v Rothwellu.